# 비탈리 프리존
비탈리 발레리예비치 프리존(러시아어: Вита́лий Вале́рьевич Фридзо́н, 1985년 10월 14일~)은 러시아의 농구 선수로 포지션은 슈팅 가드이다. 현재 VTB 유나이티드 리그의 제니트 상트페테르부르크에서 뛰고 있다.
국제 대회에 러시아 국가대표팀 소속으로 활동했으며, 2012년 하계 올림픽에서 동메달을 획득했다.